# Antal Hajba
Antal Hajba (16 de enero de 1938-5 de marzo de 2017) fue un deportista húngaro que compitió en piragüismo en la modalidad de aguas tranquilas. Ganó una medalla de oro en el Campeonato Mundial de Piragüismo de 1966 en la prueba de C1 10 000 m.
Participó en los Juegos Olímpicos de Tokio 1964, donde finalizó cuarto en la prueba de C2 1000 m

## Palmarés internacional
| Campeonato Mundial | Campeonato Mundial    | Campeonato Mundial | Campeonato Mundial |
| Año                | Lugar                 | Medalla            | Evento             |
| ------------------ | --------------------- | ------------------ | ------------------ |
| 1966               | Berlín Oriental (RDA) | Medalla de oro     | C1 10 000 m        |